# 粗中麗魚
粗中麗魚，為輻鰭魚綱鱸形目隆頭魚亞目慈鯛科的其中一種，分布於南美洲黑河及奧里諾科河流域，體長可達9.4公分，棲息在湖泊及沼澤，生活習性不明，可做為食用魚及觀賞魚。

## 擴展閱讀
維基物種上的相關：粗中麗魚